# دروع صينية
الدروع الصينية هي نوع من الدروع التي تصنع في الصين. كانت الدروع الصينية في الغالب صفائحية من فترة الممالك المتحاربة (481 قبل الميلاد - 221 قبل الميلاد) وقبلها تم استخدام أجزاء الحيوانات مثل جلود وحيد القرن، والجلود الخام، وأصداف السلاحف للحماية. تم استكمال الدرع الصفائحي بدرع واسع النطاق منذ فترة الدول المتحاربة أو قبل ذلك. كانت الدروع اللوحية الجزئية شائعة في الأسرتين الشرقية والجنوبية (420-589)، والدروع المتسلسلة والجبلية من أسرة تانغ (618-907).
كان الدرع المتسلسل معروفًا منذ عهد أسرة هان، لكنه لم يشهد إنتاجًا واسع النطاق أو استخدامًا في ساحة المعركة، وربما كان يُنظر إليه على أنه "درع أجنبي غريب" يُستخدم كعرض للثروة للضباط والجنود الأكثر ثراءً.
خلال عهد أسرة مينغ (1368–1644)، بدأ درع البريجاندين يحل محل الدروع الصفائحية وتم استخدامه بدرجة كبيرة في عهد أسرة تشينغ (1644–1912). بحلول القرن التاسع عشر، كانت معظم دروع تشينغ، والتي كانت من النوع البريجاندين، احتفالية بحتة، حيث احتفظت بالأزرار الخارجية لأغراض جمالية، وأغفلت الألواح المعدنية الواقية.

## الدروع القديمة

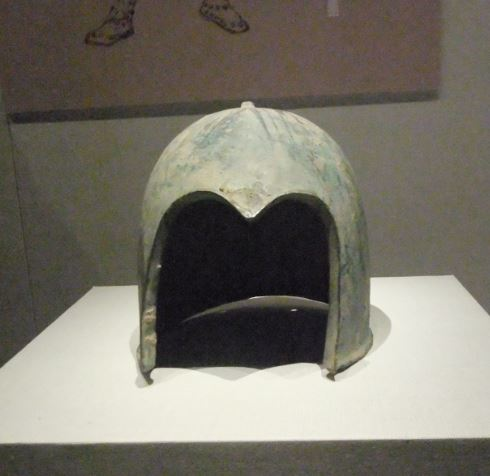
خوذة برونزية من فترة الممالك المتحاربة.

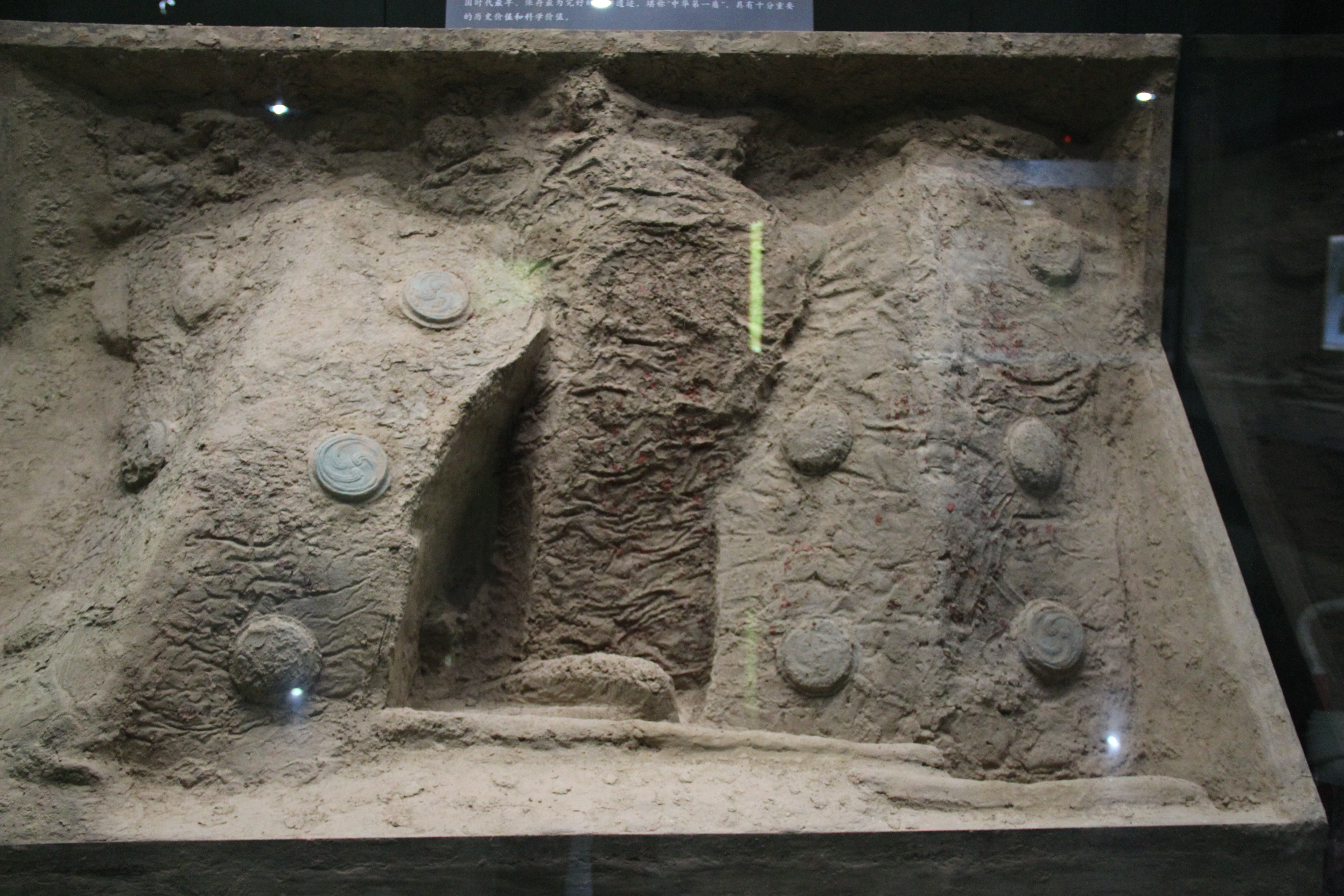
فترة تشو الغربية، دروع من مقبرة ولاية جوه.

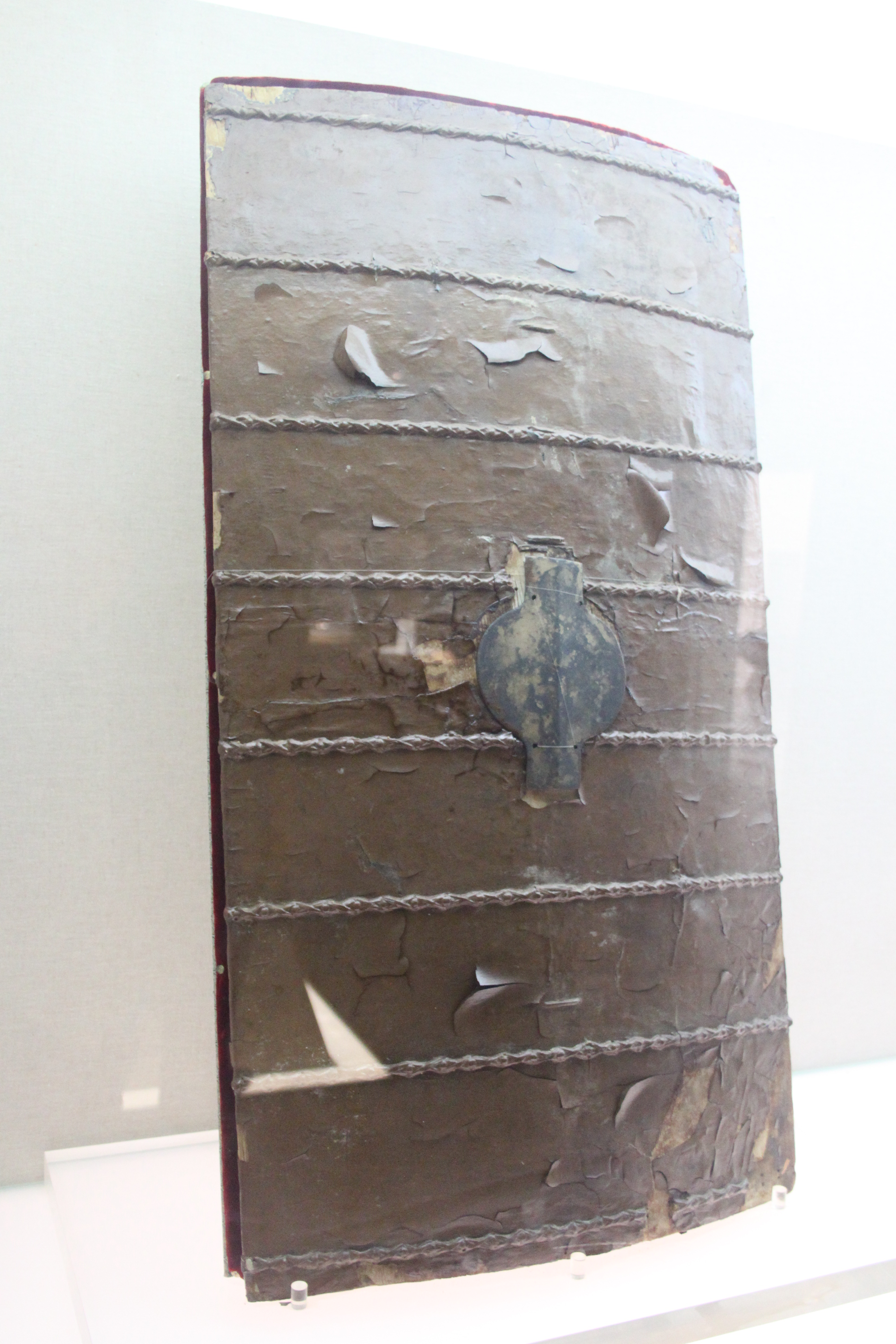
درع مستطيل الشكل من فترة الممالك المتحاربة (طوله 91.8 سم وعرضه 49.6 سم)، من ولاي تشو

### أسرة شانغ (حوالي 1600 قبل الميلاد – حوالي 1046 قبل الميلاد)
يعود أقدم دليل أثري للدروع في الصين إلى أسرة شانغ . كانت هذه إما دروعًا مصنوعة من الصدفة المربوطة معًا أو درعًا من الجلد الخام أو الجلد من قطعة واحدة.  كانت الخوذات مصنوعة من البرونز وغالبًا ما كانت تتميز بتصميمات رياضية متقنة تتكون من زخارف حيوانية. كانت الدروع مخصصة تقريبًا للنبلاء. لم يكن لدى الأشخاص العاديين سوى قدر ضئيل من الحماية أو لم يكن لديهم أي حماية على الإطلاق، وكان من الشائع استخدام درع مغطى بالجلد مصنوع من الخشب أو الخيزران.

### أسرة تشو (حوالي 1046 ق.م.–256 ق.م.)
يتكون الدرع في عهد أسرة تشو إما من معطف بلا أكمام من جلد وحيد القرن أو جلد الجاموس، أو درع جلدي حرشفي. كانت الخوذات مشابهة إلى حد كبير لأسلاف شانغ ولكنها أقل زخرفة. كانت خيول العربات محمية أحيانًا بجلود النمر.

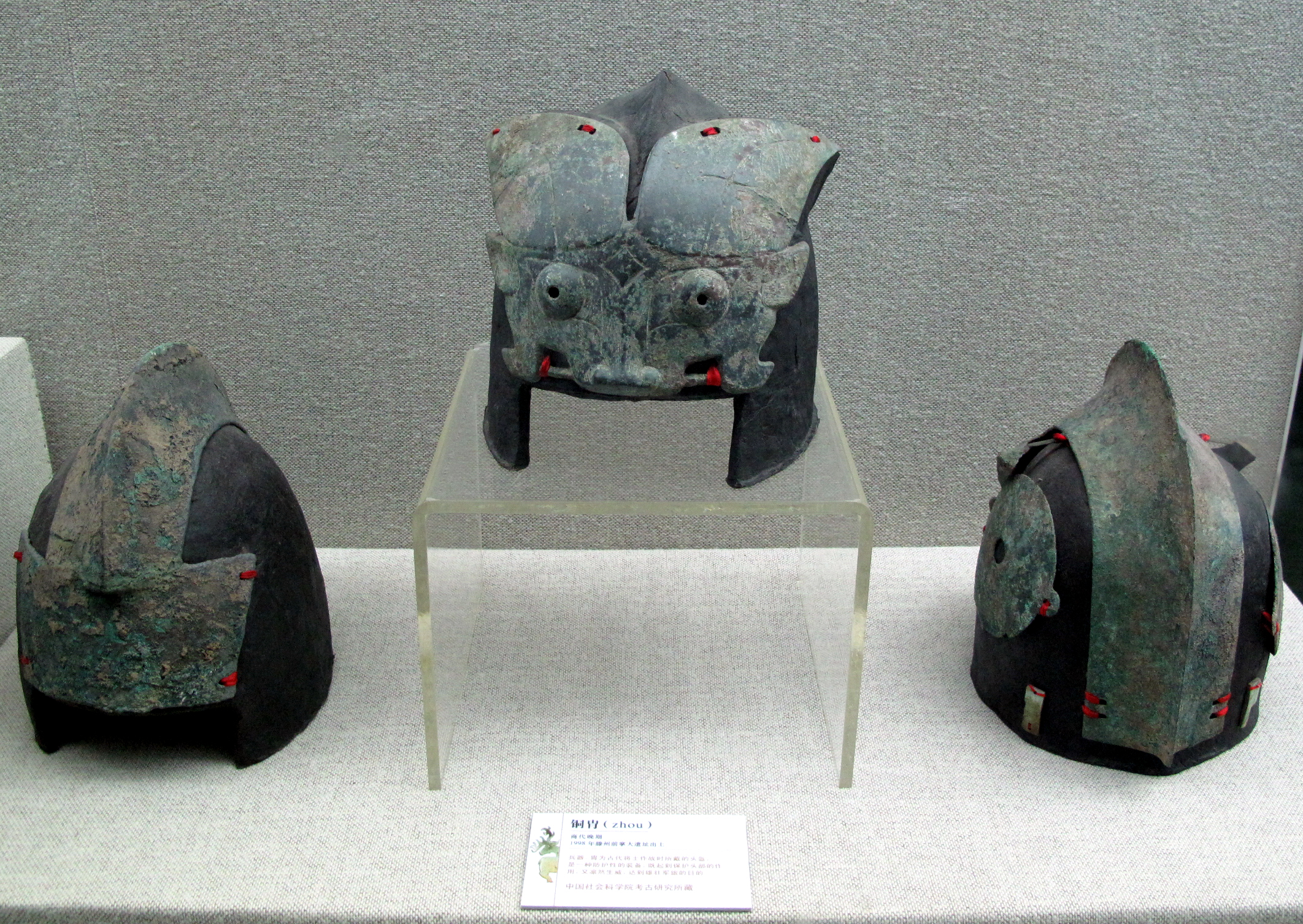
تجهيزات خوذة أسرة شانغ (الخوذة الجلدية لم تعد موجودة)
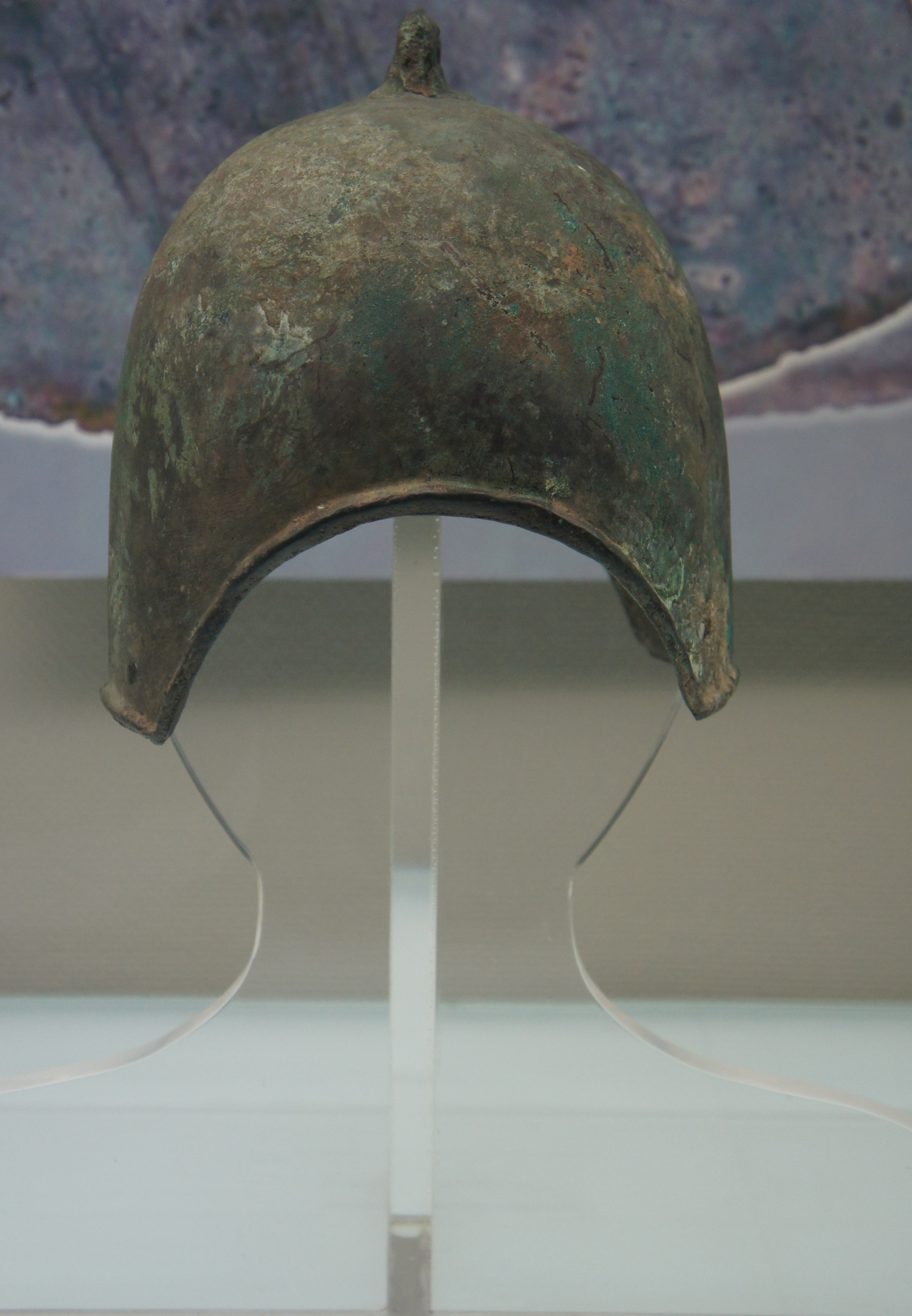
خوذة برونزية من عهد أسرة شانغ
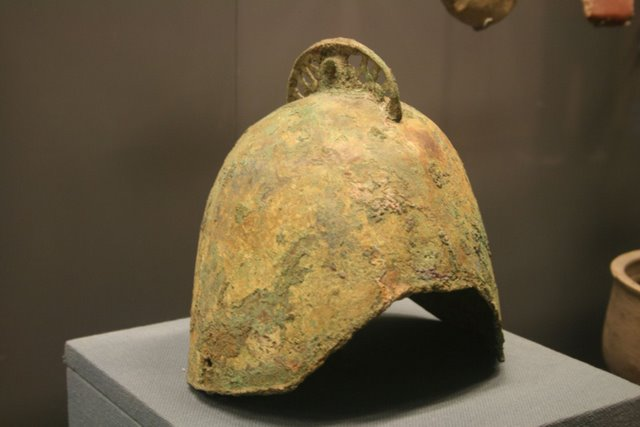
خوذة تشو الغربية
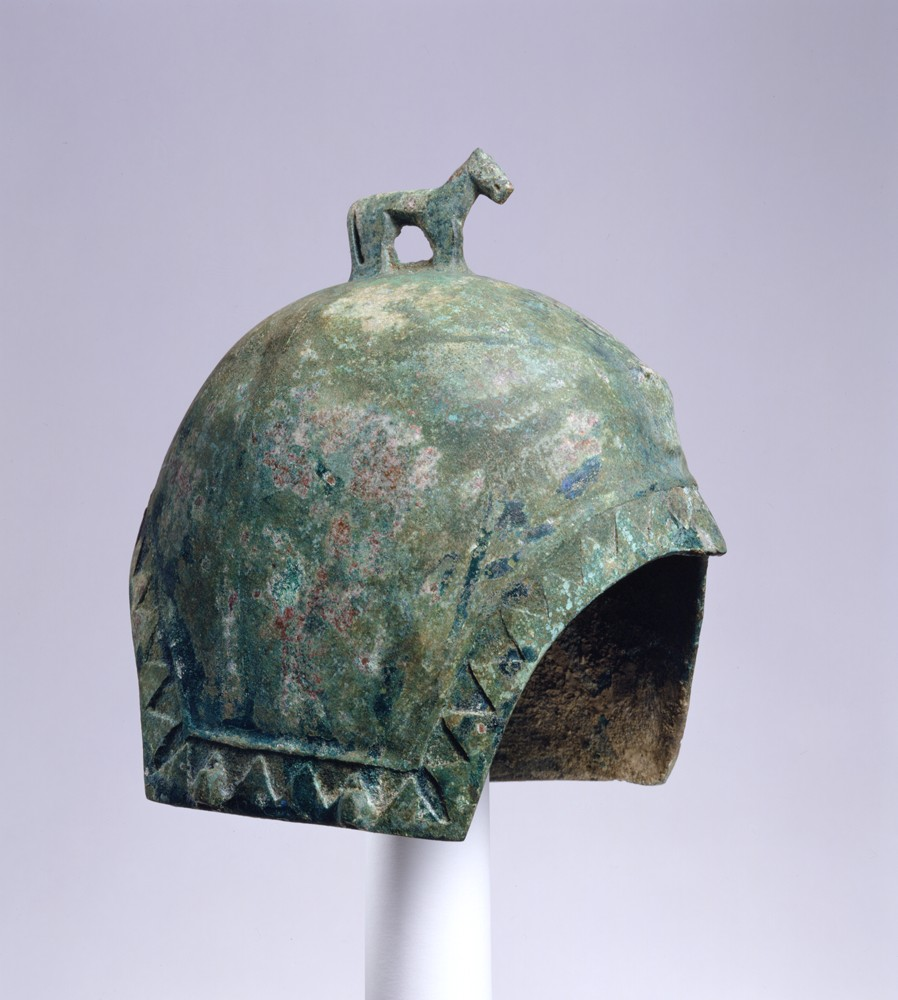
خوذة سلالة تشو
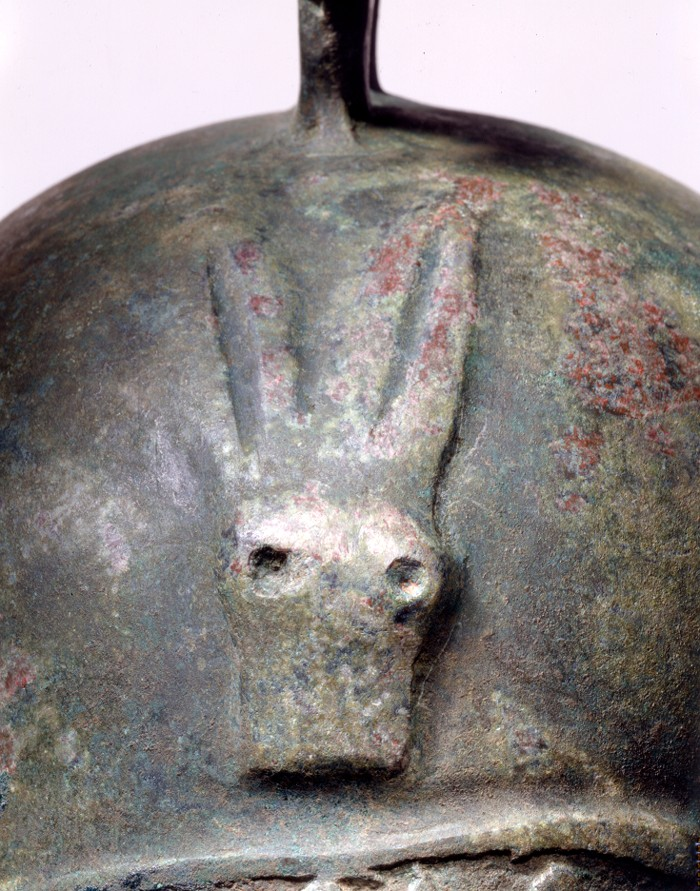
خوذة أمامية
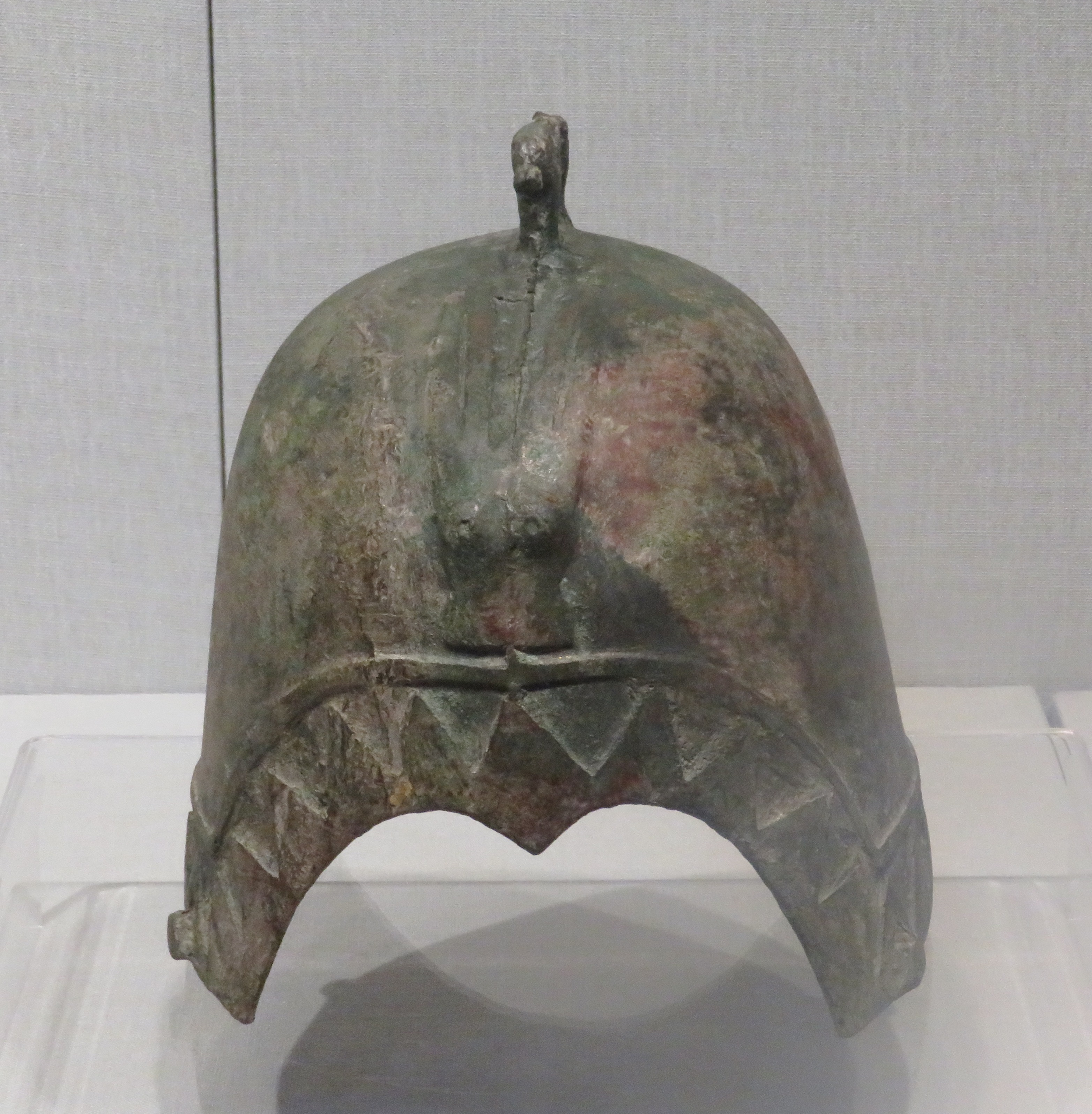
خوذة برونزية من فترة الممالك المتحاربة

### الممالك المتحاربة (حوالي 475 ق.م.–221 ق.م.)
بحلول أواخر فترة الدول المتحاربة في القرن الثالث قبل الميلاد، أصبحت الأسلحة والدروع الحديدية مستخدمة على نطاق واسع.
ظهر الدرع الصفائحي من الجلد (يُعتبر بشكل أكثر ملاءمة جلودًا خامًا غير مدبوغة أو مدبوغة سطحيًا) والبرونز والحديد بحلول منتصف القرن الرابع قبل الميلاد. كانت تتألف من قطع دروع فردية (صفائح، صفائح مفردة) تم تثبيتها أو ربطها معًا لتشكل بدلة درع. بدأت الخوذات الحديدية المصنوعة من صفائح متعددة في استبدال الخوذات البرونزية القديمة المكونة من قطعة واحدة. إحدى العينات التي تم اكتشافها في مقاطعة يي بمقاطعة خبي كانت مكونة من 89 صفائح، بمتوسط 5 سم × 4 سم.
في القرن الثالث قبل الميلاد، أصبحت الأسلحة الحديدية والدروع أكثر شيوعًا. وفقًا لـ زونزي ، "إن الرماح الحديدية الصلبة في وان (宛) [مدينة في تشو، بالقرب من العصر الحديث نانيانغ (南陽)، حنان] قاسية مثل الدبابير والعقارب."  كما أعطت الأسلحة الحديدية الجيوش الصينية ميزة على البرابرة. يروي هان فاي أنه خلال معركة مع قبيلة جونجونج (共工)، "وصلت الرماح ذات الرؤوس الحديدية إلى العدو، وأصيب أولئك الذين ليس لديهم خوذات ودروع قوية".  ربما تم استبدال فعالية الفؤوس والدروع البرونزية بأسلحة ودروع حديدية جديدة.  لكن كفاءة الأقواس تفوقت على أي تقدم في الدروع الدفاعية. كان من الشائع في الصين القديمة أن يقتل العوام أو الفلاحون سيدًا باستخدام صاعقة جيدة التصويب، بغض النظر عن أي درع كان يرتديه في ذلك الوقت.
غالبًا ما كانت الدروع الأثقل والأكثر حماية مقتصرة على جنود النخبة، على الرغم من أن كل ولاية قامت بتوزيع الدروع بطريقتها الخاصة. فضلت ولاية تشو وحدات النخبة المدرعة ذات القوس والنشاب المعروفة بقدرتها على التحمل، وكانت قادرة على السير لمسافة 160 كيلومترًا "دون راحة". كانت قوات وي النخبة قادرة على السير لمسافة تزيد عن 40 كيلومترًا في يوم واحد وهي ترتدي درعًا ثقيلًا وقوسًا كبيرًا به 50 مسمارًا وخوذة وسيفًا جانبيًا وحصصًا غذائية لمدة ثلاثة أيام. أولئك الذين استوفوا هذه المعايير حصلوا على إعفاء من أعمال السخرة والضرائب لجميع أفراد أسرهم.  بحلول عهد أسرة تشين، كان من الممكن أن يكون ما يقرب من نصف الجنود مجهزين بشكل من أشكال الدروع الثقيلة كما أشار جيش التيراكوتا .
وفقًا لسو تشين ، صنعت دولة هان أفضل الأسلحة، القادرة على اختراق أقوى الدروع والدروع والأحذية الجلدية والخوذات.  كان جنودهم يرتدون أقنعة حديدية.
قسمت دولة وو جيشها إلى ثلاثة أقسام. ارتدى الجيش الرئيسي درعًا عاديًا، وارتدى جيش اليسار درعًا أحمر مصقولًا، وارتدى جيش اليمين درعًا أسود.
بحلول نهاية القرن الثالث قبل الميلاد، ارتدى عدد قليل من الفرسان على الأقل دروعًا من نوع ما.

#### درع تشين
حسبت أسرة تشين الغرامات على الجرائم الأشد خطورة من حيث طبقة واحدة أو طبقتين من الدروع، والجرائم الأقل من حيث الدروع، والأقل من حيث العملات المعدنية.  ألقى جنود تشين أحيانًا دروعهم في نوع من الغضب الهائج وانخرطوا في اتهامات متعصبة.  يستخدم درع تشين عادةً صفائح مستطيلة بأبعاد 7.5 سم × 8.5 سم و10.5 سم × 7.8 سم. تختلف أبعاد الصفائح المستخدمة في درع العربات بين الجزء العلوي من الجسم والجزء السفلي من الجسم والذراعين. كانت صفائح الجزء العلوي من الجسم 7 سم × 6 سم، والجزء السفلي من الجسم 9 سم × 6.5 سم، والذراعين 4-7.5 سم × 4 سم. كانت صفائح الفرسان 8 سم × 5.7 سم.  تتكون المجموعة الكاملة من درع تشين، بناءً على الاكتشافات الموجودة في جيش التيراكوتا، من 250 إلى 612 قطعة في المجموع، لا تشمل الخوذة.
تم التعرف على ست مجموعات من المدرعات في جيش التيراكوتا تتوافق مع الرتبة والفرقة العسكرية. بعض الجنود يرتدون دروعًا قليلة أو لا تحتوي على أي دروع على الإطلاق، ورجال الفرسان يرتدون دروعًا تغطي الصدر، وسائقو العربات بدروع أطول، والمشاة المسلحون بدروع تغطي الجذع والكتفين، والضباط من الرتب المنخفضة يرتدون دروعًا باستخدام صفائح كبيرة، والضباط من الرتب المتوسطة يرتدون دروعًا. درع أقصر يغطي الجذع والخصر أو الصدر فقط، ولكن بزخارف مثل الأشرطة، والجنرالات بطبقة مميزة تظهر درع الجذع وأشرطة للدلالة على مكانتهم. لم يتم العثور على أي من جنود الطين يرتدي خوذة أو يحمل درعًا. ومع ذلك، قد يكون هذا بسبب أن جنود الطين كانوا يحاكيون موكبًا جنائزيًا لحاكمهم، ووفقًا للبروتوكول، كان على المرؤوسين إزالة خوذاتهم عند المثول أمام الإمبراطور. تم العثور على خوذات في حفر أخرى بالقرب من جنود الطين. علاوة على ذلك، هناك تفسير آخر لنقص الأسلحة والخوذات لجيش التيراكوتا، وهو أنه يُعتقد أن معظم المعدات الوظيفية والقابلة للاستخدام المصنوعة لجيش التيراكوتا قد نُهبت أثناء التمرد ضد أسرة تشين.
هناك بعض الأدلة على أن دروع الخيول ربما كانت موجودة لسلاح الفرسان في تشين، وذلك من خلال 300 صفائح كبيرة جدًا بحيث لا يمكن استخدامها للاستخدام البشري.

### أسرة هان (206 ق.م.–220 م)

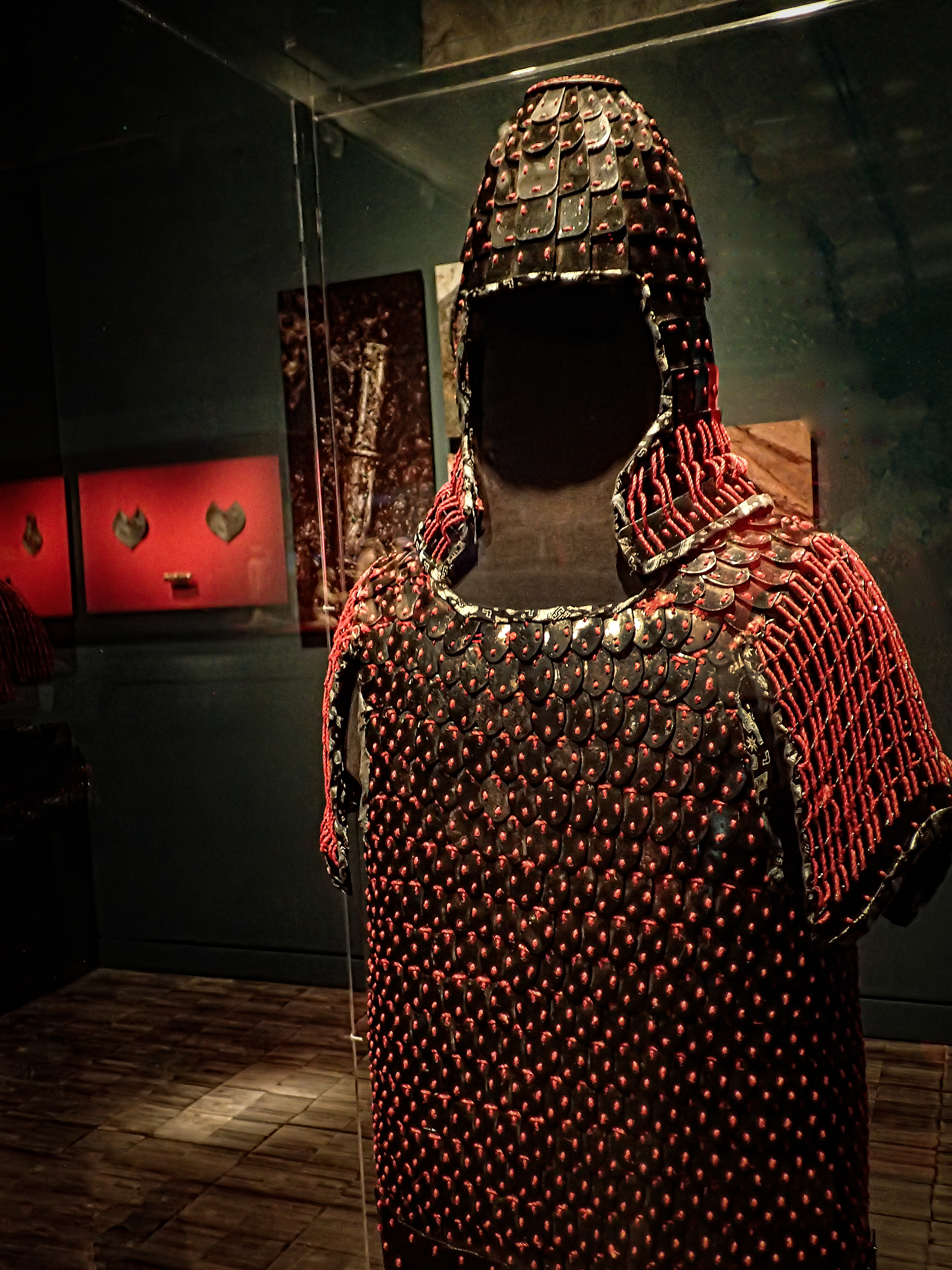
درع وخوذة تم ترميمهم من فترة أسرة هان

كان درع أسرة هان يشبه إلى حد كبير درع أسرة تشين مع اختلافات طفيفة. كان المشاة يرتدون بدلات من الجلد الخام المطلي، أو الجلد المقسى والمطلي [أو الجلود الخام المدبوغة جزئيًا؟]، أو الحديد [أو سبائك الحديد مثل الفولاذ] والدروع الصفائحية والقبعات أو الخوذات الحديدية. تتكون بدلة من الدروع الحديدية تعود إلى فترة هان الغربية من 328 قطعة صفائحية.  كان بعض الفرسان يلبسون الدروع ويحملون الدروع وبعض الخيول كانت مدرعة. ومع ذلك، لم يتم إثبات وجود دروع حصان أكثر انتشارًا وشمولاً حتى أواخر القرن الثاني.
في أواخر القرن الثاني قبل الميلاد، احتكرت الحكومة مصانع الحديد، الأمر الذي ربما تسبب في انخفاض جودة الحديد والدروع. ادعى بو شي أن المنتجات الناتجة كانت أقل جودة لأنها صُنعت لتلبية الحصص وليس للاستخدام العملي. تم إلغاء هذه الاحتكارات كما تمت مناقشتها في الخطابات حول الملح والحديد مع بداية القرن الأول الميلادي. في عام 150 بعد الميلاد، قدم كوي شي شكاوى مماثلة حول مسألة مراقبة الجودة في الإنتاج الحكومي بسبب الفساد: "... بعد ذلك بوقت قصير توقف المشرفون عن الاهتمام، وتمت ترقية الرجال الخطأ بمرسوم إمبراطوري. يتقاتل الضباط الجشعون على المواد والحرفيون الماهرون يغشونها... الحديد [أي الفولاذ] يُطفأ في الخل، مما يجعله هشًا وسهل الكسر... [؟] بدلات الدروع صغيرة جدًا ولا تتناسب بشكل صحيح."
اعتبرت الأقواس المركبة فعالة ضد الأعداء غير المدرعين على ارتفاع 150 مترًا، وضد الأعداء المدرعين على ارتفاع 60 مترًا.

#### درع هوك
خلال عهد أسرة هان، تم استخدام درع الخطاف مع السيف عند القتال ضد الأسلحة القطبية. كان درع الخطاف عبارة عن درع حديدي صغير به خطافات في الأعلى والأسفل لربط المطرد أو الرماح. في بعض الأحيان كان لديه نتوء شائك في المنتصف للهجوم.

### الممالك الثلاث (220-280)
بحلول فترة الممالك الثلاث كان العديد من الفرسان يرتدون الدروع وتم تجهيز بعض الخيول بدروعهم الخاصة أيضًا. في إحدى المعارك، تفاخر أمير الحرب كاو كاو بأنه واجه عدوًا بثلاثمائة مجموعة بعشر مجموعات فقط من دروع الخيول.  ومع ذلك، قد يكون درع الحصان مجرد درع أمامي جزئي من المعدن أو خليط من المعدن والجلد الخام بدلاً من أن يكون شاملاً بالكامل لجميع المعادن.
تحدث إشارات إلى "الدروع العظيمة" عند استخدامها على الخط الأمامي لحماية رجال الرماح ورماة القوس والنشاب. تم أيضًا إقران الدروع بشكل شائع مع الداو ذو الحافة الواحدة واستخدامها بين الفرسان. تشير أوصاف معركة جواندو إلى أن جنود كاو كاو استخدموا غطاء درع فوق رؤوسهم في كل مرة خرجوا فيها إلى العراء بسبب نيران الأسهم القمعية من أبراج يوان شاو الخشبية.

#### درع داكن
يذكر تقرير عام 231 م الاستيلاء على 5000 بدلة من "الدروع السوداء" ( شوان كاي أو شوان جيا玄鎧/玄甲) و3100 قوس ونشاب. تظهر الدروع الداكنة في نصوص هان أيضًا، ولكن فقط كالملابس التي يرتديها حرس الشرف في المواكب الجنائزية. السمة الوحيدة المعروفة عن الدرع الداكن هي أنه يعكس أشعة الشمس. ربما يعني هذا أن الدرع الداكن كان مصنوعًا من الفولاذ عالي الجودة، والذي غالبًا ما كان مرتبطًا بمواد حديدية سوداء.
درع لامع
صُنع الدرع اللامع من الفولاذ منزوع الكربنة، والذي يلمع باللون الأزرق والأسود عند صقله، مما يمنحه اسمه. وصف تشين لين الدرع بالطريقة التالية: أما درع (كاي) فمثل درع كويغونغ للبرابرة الشرقيين، فهو مصنوع من أجود أنواع الفولاذ المصقول مائة مرة؛ صنع السلاح مطرقته، وصانع الجلود هو الذي خيط [مزين] بالريش الداكن، الدرع الوامض (جيا) يلمع ويضيء، ويطرد الضوء.

### أسرة جين والممالك الستة عشر (265–439)
ظهر درع الحصان المعدني الشامل الذي يغطي جسم الحصان بالكامل في شمال شرق الصين في منتصف القرن الرابع خلال أسرة جين الشرقية ، ربما نتيجة لتأثير شيانبي . بحلول نهاية القرن الرابع، تم العثور على جداريات تصور درع الحصان الذي يغطي الجسم بالكامل في مقابر بعيدة حتى يوننان.
وتشير المصادر إلى أسر آلاف "الخيول المدرعة" في معركة واحدة. 

#### خمسة دروع ملونة
قيل أن الحارس الشخصي لشي هو كان يرتدي "درعًا ناعمًا بخمسة ألوان" ( ووس شيكاي )، والذي كان مبهرًا للغاية لدرجة أنه أعمى العين. ربما كان هذا مشابهًا في البناء للدروع الرائعة.

### السلالات الشمالية والجنوبية (420–589)

#### الحبل واللوحة
خلال فترة الأسرتين الشمالية والجنوبية (420-589)، أصبح نمط من الدروع يسمى "الحبل واللوحة" شائعًا، وكذلك الدروع والسيوف الطويلة. يتكون درع "الحبل واللوحة" من صفائح صدر مزدوجة في الأمام والخلف مثبتة معًا، أحيانًا على إطار، بواسطة حزامين للكتف وحبال للخصر، يتم ارتداؤها فوق الدرع الصفائحي المعتاد. غالبًا ما تُصوَّر التماثيل التي ترتدي "الحبل واللوحة" وهي تحمل درعًا بيضاويًا أو مستطيلًا وسيفًا طويلًا.  يبدو أيضًا أن أنواع الدروع أصبحت متميزة بما يكفي لوجود فئات منفصلة للدروع الخفيفة والثقيلة.
استمر الدرع اللامع اللامع في الظهور. في عام 518 م، أعطى بلاط وي الشمالي زعيم قبيلة أفار الزائر مجموعة من دروع الفرسان الرائعة اللامعة وستة مجموعات من دروع الفرسان الحديدية. كان نشر سلاح الفرسان المدرع أمرًا شائعًا في شمال وي، خاصة بين قبيلة إرزو "المكسوة بالحديد" والمتخصصة في سلاح الفرسان المدرع.  وردت إشارات إلى سلاح الفرسان الثقيل باسم "الخيول الحديدية" في شعر لو تشوي . في عام 543 م، أصبح جنرال وي الغربي كاي يو يُعرف باسم "النمر الحديدي" بسبب درعه اللامع المميز.
تم تجهيز نخبة الحراس في أسرة ليانغ (502-557) بالخوذات والزي الرسمي والدروع "المزخرفة بالذهب والفضة والتي تتلألأ تحت وهج الشمس"،  بتكلفة تصل إلى عدة مئات الآلاف من النحاسات لكل جندي. . وبحسب ما ورد استنزف العرض معنويات محاربي جين ، على الرغم من أن قائد جين تشو ديوي قال إنهم "كانوا عازمين على التظاهر أكثر من الاشتباك مع العدو". 

#### درع مربوط
تم العثور على أقدم صور للدروع "المخططة" في التماثيل البرونزية التي صنعتها مملكة ديان والتي كانت موجودة في الفترة من 279 قبل الميلاد إلى 109 قبل الميلاد. تظهر الدروع ذات النطاقات اللاحقة أيضًا في السلالات الشمالية والجنوبية وفن عصر تانغ . تم بناء هذا النوع من الدروع من أشرطة أو صفائح أفقية طويلة، تشبه صفائح لوريكا . تم وصف الحرس الإمبراطوري لسلالة جورشن جين وهم يرتدون درعًا مربوطًا. كان الحراس الأيسر يرتدون دروعًا ذات نطاقات زرقاء ويحملون أعلام تنين صفراء بينما كان الحراس الأيمن يرتدون دروعًا ذات نطاقات حمراء ويحملون أعلام تنين حمراء. نادرًا ما يتم تصوير الدروع المربوطة أكثر من الدرع ذي النمط الجبلي المراوغ أو درع البريد .

## دروع القرون الوسطى

### أسرة سوي (581–618)
استخدمت سلالة سوي بشكل مذهل سلاح الفرسان الثقيل . كان كل من الرجال والخيول مدرعين بشدة. سوي المدرعون وجد الفرسان صعوبة في التعامل مع سلاح الفرسان التركي الأخف في السهوب. كانت تستخدم بشكل رئيسي لكسر تشكيلات المشاة. 
يقدم كتاب سوي وصفًا لكتائب الفرسان التابعة لجيوش الأسرة الحاكمة البالغ عددها 24 جيوشًا. ارتدت الكتيبة الأولى درعًا "لامعًا" ( مينجوانج ) مصنوعًا من الفولاذ منزوع الكربنة متصلاً بحبال خضراء داكنة، وارتدت خيولهم درعًا حديديًا بشرابات خضراء داكنة، وتميزوا برايات الأسد. ارتدت الكتيبة الثانية درعًا من الجلد القرمزي المرتبط بحبال حمراء، وكان درع حصانهم على شكل حيوان بشرابات حمراء، وكان علم وحدتهم عبارة عن وحش يشبه النمر. كما تميزت الكتائب الأخرى بألوانها وأنماطها وأعلامها الخاصة، ولكن لم يتم ذكر الدروع اللامعة أو الدروع الحديدية.

### أسرة تانغ (618–907)
بحلول عهد أسرة تانغ ، كان من الممكن أن توفر الدروع حماية شخصية هائلة. لعب سلاح الفرسان الثقيل دورًا مهمًا في جيش تانغ خلال الحروب التي أعقبت انهيار أسرة سوي . في إحدى الحالات، تمكن ابن عم لي شيمين ، لي داوكسوان ، من شق طريقه عبر كتلة العدو بأكملها من جنود شيا ثم قطع طريقه عائدًا مرة أخرى، وكرر العملية عدة مرات قبل الفوز بالمعركة، وعند هذه النقطة كان قد خرجت الكثير من السهام من درعه لدرجة أنه بدا وكأنه "النيص". في معركة أخرى بين لي شيمين ووانغ شيتشونغ، تعرض لي والوفد المرافق له المكون من 500 من سلاح الفرسان المدرع لهجوم من قبل قوة فرسان خفيفة بقيادة شان شيونغشين . هاجم شان لي مباشرة ولكن تم اعتراضه من قبل أحد جنرالات لي، يوتشي قونغ ، الذي أوقع شان من على حصانه. ثم قاد يوتشي قوة الفرسان المدرعة واخترق جيش العدو بينما حشد لي قواته وقاد سلاح الفرسان الخفيف في شان عدة مرات. كان لسهام ورماح قوات وانغ تأثير ضئيل على سلاح الفرسان الثقيل في تانغ.  كان المدى الفعال للقوس المركب ضد القوات المدرعة في هذا العصر يتراوح بين 75 إلى 100 ياردة.
من المعروف أن نخبة قوات فرسان لي شيمين كانت ترتدي درعًا أسود مميزًا "مكسوًا بالحديد"،  وقيل إن لي شيمين نفسه كان قادرًا على الاستغناء عن الطعام لمدة يومين والاحتفاظ بالدروع لمدة ثلاثة أيام،  ولكنها ثقيلة انخفض سلاح الفرسان حيث أصبح النفوذ التركي أكثر انتشارًا وأصبح سلاح الفرسان الخفيف هو الأسلوب السائد في حرب الخيالة. فضلت قوات تانغ الاستكشافية المتجهة إلى آسيا الوسطى مزيجًا من رماة الخيول الصينية الخفيفة والثقيلة. بعد تمرد آن لوشان في منتصف القرن التاسع وفقدان المراعي الشمالية الغربية لصالح التبتيين ، اختفى سلاح الفرسان الصيني تقريبًا تمامًا كقوة عسكرية ذات صلة.  اعتُبرت العديد من الخيول الجنوبية صغيرة جدًا أو ضعيفة بحيث لا يمكنها حمل جندي مدرع.
أصبحت دروع المشاة أكثر شيوعًا في عصر تانغ، وكان ما يقرب من 60 بالمائة من الجنود العاملين مجهزين بدروع من نوع ما.  يمكن تصنيع الدروع محليًا أو الاستيلاء عليها نتيجة للحرب. على سبيل المثال، تم الاستيلاء على 10000 بدلة من الدروع الحديدية خلال حرب جوجوريو-تانغ.  تم توفير الدروع والمركبات، بما في ذلك حيوانات الحمل، من قبل الدولة من خلال أموال الدولة، وبالتالي تعتبر ملكية للدولة. تم حظر الملكية الخاصة للمعدات العسكرية مثل دروع الخيل والرماح الطويلة والأقواس. تم اعتبار الحيازة على أنها نية التمرد أو الخيانة.  قام موظفو الجيش بتتبع الدروع والأسلحة بسجلات تفصيلية للأصناف الصادرة. إذا تم اكتشاف النقص، أُمر الجندي المعني بدفع تعويض.  كما قدمت الدولة الملابس وحصص الإعاشة للحاميات الحدودية وجيوش التدخل السريع. وكان من المتوقع أن يدفع الجنود غير العاملين في الخدمة الفعلية تكاليف أنفسهم، على الرغم من منح الجنود "المحترفين" إعفاءات ضريبية. 
يتراوح طول صفائح حديد التانغ بين 9.6 و9 سم، وعرضها من 2.6 إلى 1.3 سم، وسمكها من 0.28 إلى 0.22 سم.

#### درع السلاسل
كان النوع هذا معروفًا بالفعل لدى الصينيين. يمكن العثور على أقدم إشارة معروفة إلى "الدرع الحلقي المقيد" في سجل أوائل القرن الثالث بواسطة تساو تشي  وتم مواجهتها في عام 384 بعد الميلاد عندما وصل حلفاؤهم في أمة كوتشي وهم يرتدون "درعًا مشابهًا للسلاسل". ومع ذلك، لم يتم ذكر الدرع المتسلسل مرة أخرى حتى عام 718 م عندما قدمت بعثة من سمرقند إلى إمبراطور تانغ. تم تحسين الدرع المتسلسل لاحقًا خلال عهد أسرة سونغ ليتحمل السهام بشكل أفضل، وهو ما يعتقد إتش راسل روبنسون أنه يعني استخدام الحلقات المتشابكة.  ومع ذلك، لم يتم استخدامه أبدًا بأعداد كبيرة، وكان يُنظر إليه على أنه أجنبي وغريب، ويأتي من شعب تشيانغ من الغرب. استمر الشكل السائد للدروع في أن يكون صفائحيًا.

#### دروع النمط الجبلي
تظهر الإشارات إلى درع النمط الجبلي (بالصينية :山文鎧) في وقت مبكر من عهد أسرة تانغ في القوانين الستة لأسرة تانغ ، لكن النصوص التاريخية لا تقدم أي تفسير أو رسم تخطيطي لكيفية عملها فعليًا. ولا توجد أيضًا أمثلة باقية عليه. كل ما هو معروف عن الدروع ذات النمط الجبلي يأتي من اللوحات والتماثيل، التي تعود عادةً إلى فترتي سونغ ومينغ. إنها ليست فريدة من نوعها بالنسبة للصين، وقد تم العثور عليها في الصور في كوريا وفيتنام واليابان وحتى تايلاند، ولكن الصور غير الدينية تقتصر على الصين وكوريا وفيتنام فقط. لقد فشلت مشاريع إعادة بناء هذا النوع من الدروع إلى حد كبير في تحقيق نتائج جيدة. النظرية الحالية هي أن هذا النوع من الدروع مصنوع من عدد كبير من القطع الصغيرة من الحديد أو الفولاذ على شكل الحرف الصيني لكلمة "جبل" (山). إحدى النظريات هي أنها كانت عبارة عن خطوط متعرجة ذات رؤوس مدببة تشبه الدروع الصفائحية.  القطع متشابكة ومثبتة على قطعة قماش أو دعامة جلدية. وهو يغطي الجذع والكتفين والفخذين مع الحفاظ على الراحة والمرونة بما يكفي للسماح بالحركة. خلال هذا الوقت أيضًا، استخدم كبار الضباط الصينيين الدروع المرآة (بالصينية :護心鏡) لحماية أجزاء الجسم المهمة، بينما تم استخدام القماش والجلود والصفائح و/أو الدروع ذات النمط الجبلي لأجزاء الجسم الأخرى. كان هذا التصميم العام يسمى "الدرع اللامع" (بالصينية :明光甲).
هناك نظرية بديلة مفادها أن درع النمط الجبلي هو ببساطة نتيجة لتصوير أسلوبي للغاية لدرع السلاسل،  لكن الصور المعروفة لدرع السلاسل في الفن الصيني لا تتطابق مع درع النمط الجبلي أيضًا.

### الأسر الخمس والممالك العشر (907–960)

#### درع ورقي
خلال الحروب بين تشو اللاحقة وجنوب تانغ ، شكل المدنيون على جانب تانغ "جيوش الدروع البيضاء"، والتي سميت على اسم الدروع الورقية البيضاء التي كانوا يرتدونها. حققت جيوش تانغ المدنية بعض النجاح في طرد وحدات صغيرة من قوات تشو لكنها تجنبت المواجهة مع الجيش الأكبر. تم  إحياء جيش ميليشيا الدرع الأبيض لاحقًا للقتال ضد أسرة سونغ ، لكنها كانت غير فعالة وتم حلها.
تقدم نصوص مينغ اللاحقة أوصافًا للدروع الورقية. كانت إحدى الإصدارات مصنوعة من ورق الحرير وكانت بمثابة لعبة جامبيسون، يتم ارتداؤها تحت دروع أخرى أو بمفردها. يمكن أيضًا استخدام ورق الحرير لحراس الذراع. يستخدم إصدار آخر ورقًا أكثر سمكًا وأكثر مرونة ومطرقًا ناعمًا ومثبتًا بمسامير. يقال أن هذا النوع من الدروع الورقية كان أداؤه أفضل عند نقعه في الماء.

كان شعب هوي لا يزال يرتدي الدروع الورقية في يونان في أواخر القرن التاسع عشر. يعتبر الدرع الورقي من اللحاء المكون من ثلاثين إلى ستين ورقة بالإضافة إلى الحرير والقطن بمثابة حماية جيدة إلى حد ما ضد كرات المسكيت والحراب التي تعلق في طبقات الورق، ولكن ليس من بنادق التحميل المؤخرة في أماكن قريبة. 

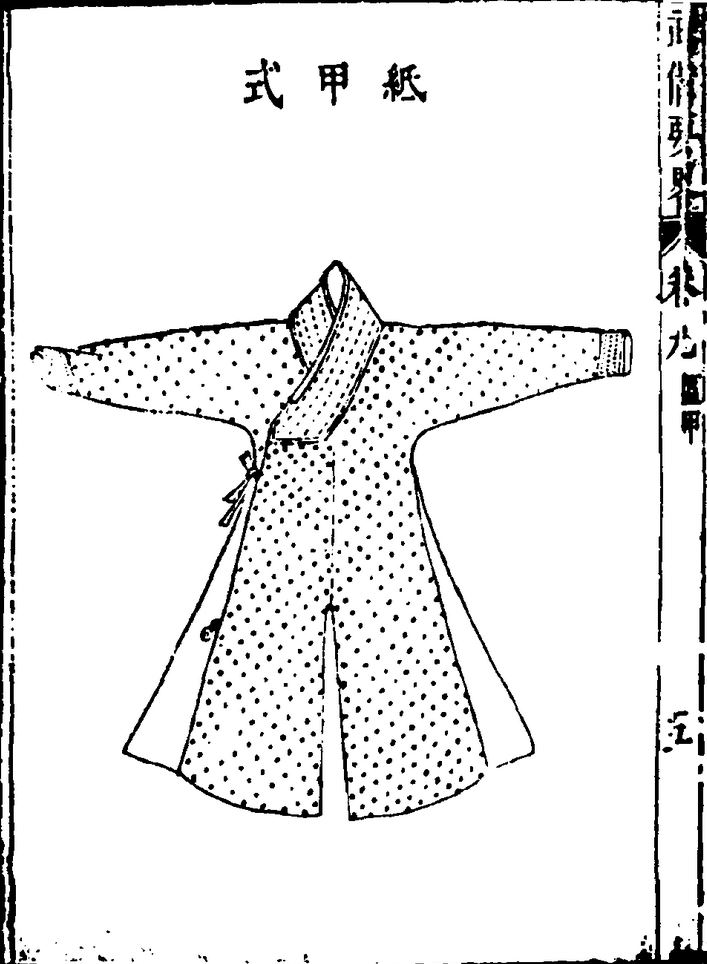
درع ورقي بأكمام
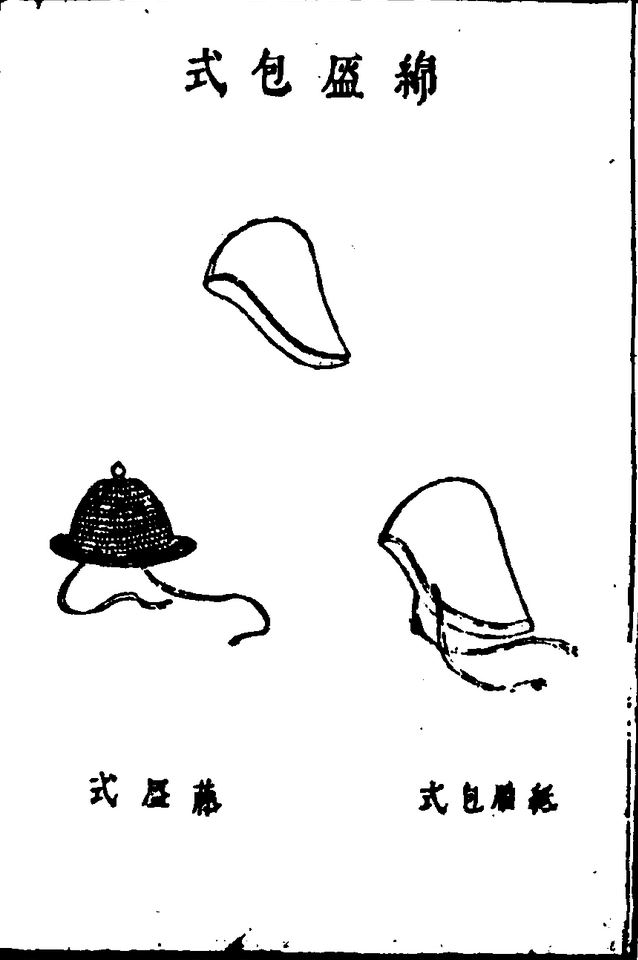
خوذات من القطن والورق والروطان
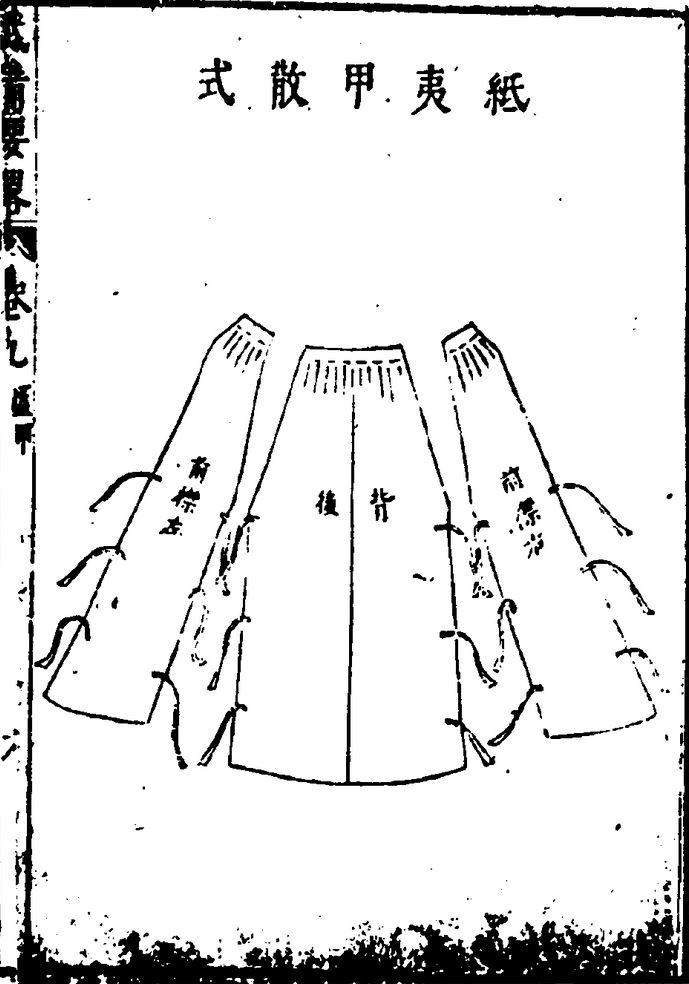
الدروع الورقية البربرية
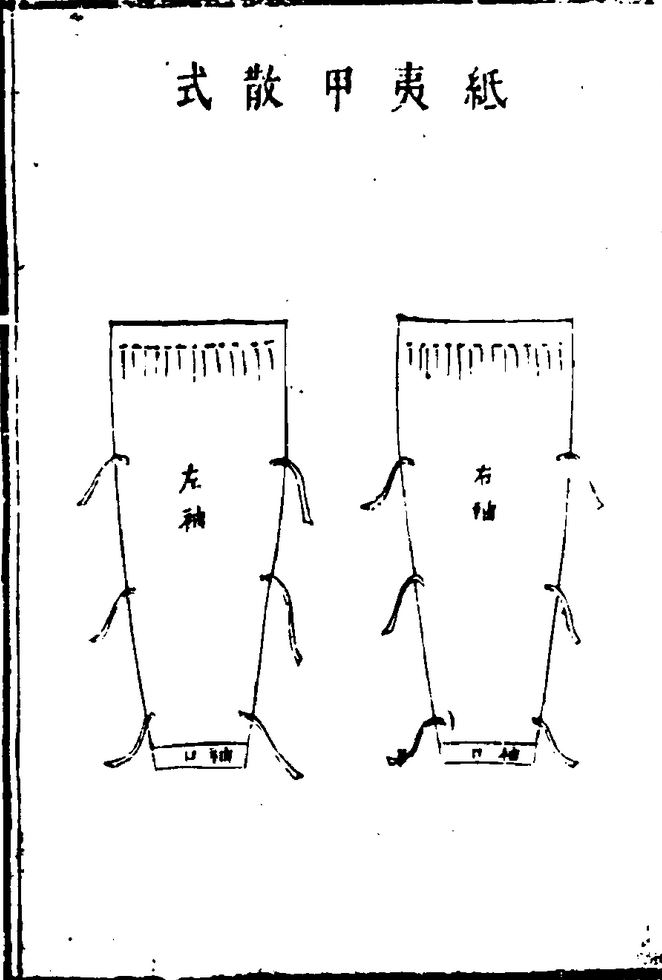
الدروع الورقية البربرية
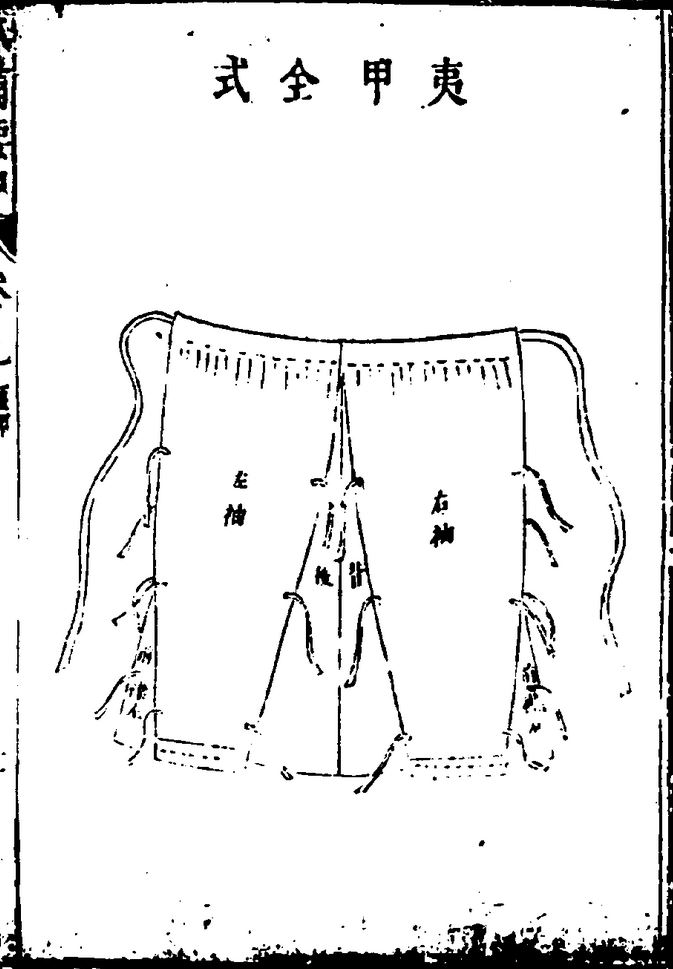
الدروع الورقية البربرية
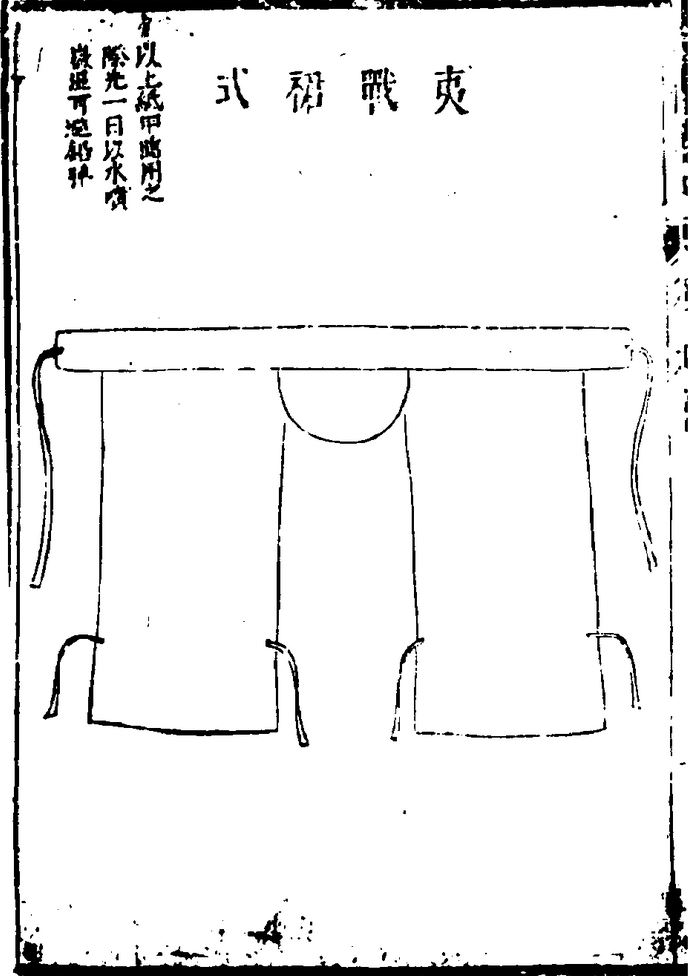
الدروع الورقية البربرية

### أسرة لياو (907–1125)
استخدم الخيتانيون من أسرة لياو سلاح الفرسان المدرع الثقيل باعتباره جوهر جيشهم. في المعركة قاموا بحشد سلاح الفرسان الخفيف في المقدمة وطبقتين من سلاح الفرسان المدرع في الخلف. حتى الباحثين عن الطعام كانوا مدرعين.  تم تنظيم وحدات من سلاح الفرسان الخيتان الثقيل في مجموعات من 500 إلى 700 رجل. على عكس بعض الإمبراطوريات الأخرى التي نشأت من قبائل بدوية، فضل الخيتانيون القتال في تشكيلات كثيفة من سلاح الفرسان الثقيل بدلاً من التشكيلات الواسعة من رماة الخيول.

### أسرة سونغ (960–1279)
خلال عهد أسرة سونغ (960–1279) أصبح من المألوف إنشاء ثآليل على قطع من الدروع لتقليد الفولاذ المطروق على البارد، وهو منتج يُنتج عادةً من قبل أشخاص غير هان في تشينغهاي الحديثة . كانت الثآليل الناتجة عن العمل البارد في الواقع عبارة عن بقع تحتوي على نسبة عالية من الكربون في الفولاذ الأصلي، وبالتالي فإن الثآليل الجمالية الموجودة على الفولاذ غير البارد لم تخدم أي غرض. بالنسبة الى شين كو ، كان الدرع المصنوع من الفولاذ البارد غير قابل للاختراق للسهام التي يتم إطلاقها من مسافة 50 خطوة. وحتى لو حدث أن أصاب السهم ثقب الحفر، فإن رأس السهم هو الذي فسد.  ومع ذلك، لا تزال الأقواس ذات قيمة كبيرة لقدرتها على اختراق الدروع الثقيلة.
يشير تاريخ سونغ إلى أن أدوات سونغ الحربية كانت فعالة للغاية، ولم يسبق لها مثيل في الآونة الأخيرة،"  وأن "أسلحتهم ودروعهم كانت جيدة جدًا"،  لكن "قواتهم لم تكن فعالة دائمًا. "  بحسب سيما غوانغ ، نظرًا لأن معظم المشاكل العسكرية جاءت من الشمال، فقد تم إهمال المؤسسة العسكرية في الجنوب، مما ترك الجنود بدون دروع وحتى المدن بدون بوابات.
قاتل شعب تشوانغ التابع لجيش نونغ تشيجاو خلال تمردات نونغ تشيجاو (1042، 1048، 1052) في وحدات مكونة من ثلاث وحدات. كان أحد الأشخاص يحمل درعًا كبيرًا بينما كان الآخران يرميان الرمح.

### شيا الغربية (1038–1227)
استخدمت شيا الغربية سلاح الفرسان الثقيل بشكل متواضع، وكان عددهم في أوجها 3000 جندي. 

### أسرة جورتشن جين (1115–1234)
اشتهر الجورتشن بصناعة الدروع والأسلحة عالية الجودة .  كان الجورتشنز يرتدون الدروع المعدنية والمبطنة. تم تنظيم جيش الجورشن في وحدات من ألف ومائة. كانت كل مائة مكونة من خمسين رجلاً وحدات اجتماعية واقتصادية تسمى بونيان . كان من المفترض أن يكون لكل بونيان 20 رجلاً مجهزين بالدروع والرماح أو المطرد. شكل هؤلاء الرجال العشرون تشكيلًا قتاليًا عميقًا من المرتبة الخامسة بينما شكل الآخرون ثلاث صفوف من الرماة.
في عام 1232، استخدم الجورتشن قنابل من الحديد الزهر ضد المغول في حصار كايفنغ . يذكر تاريخ جين أن النار الناتجة عن الانفجار يمكن أن تخترق حتى الدروع الحديدية.

### أسرة يوان (1271–1368)
بالنسبة الى منغ هونغ ، سبب نجاح المغول هو أنهم يمتلكون حديدًا أكثر من شعوب السهوب السابقة.
تتفق المصادر الصينية والأوروبية على أن المغول كانوا يرتدون دروعًا كبيرة قادرة على إيقاف السهام. يشير أحد مصادر سونغ إلى أن إحدى الطرق لاختراق المحاربين المغول الذين يرتدون ملابس ثقيلة كانت استخدام سهام صغيرة قادرة على الدخول إلى فتحات عين خوذتهم. وفقًا لتوماس،  رئيس الشمامسة ، كانت سهام المغول قادرة على اختراق جميع أنواع الدروع المعروفة في ذلك الوقت، لكن دروعهم الجلدية كانت قادرة على مقاومة سهام أعدائهم. لكنه يذكر أيضًا أن المغول كانوا يخشون الأقواس.

ووصف جيوفاني دا بيان ديل كاربين الدروع الصفائحية المغولية:«الجزء العلوي من خوذتهم من الحديد أو الفولاذ، والجزء الذي يحمي الرقبة والحلق من الجلد. في حين أن الأغلبية يرتدون دروعًا جلدية، فإن البعض منهم يصنعون أحزمةهم بالكامل من الحديد، والذي يتم تصنيعه بالطريقة التالية. لقد ضربوا بأعداد كبيرة صفائح حديدية رفيعة بعرض إصبع ويد كاملة بطول. كان لديهم في كل منها ثمانية ثقوب صغيرة، يسحبون من خلالها ثلاثة سيور جلدية مستقيمة. ومن ثم يقومون بترتيب هذه الصفائح الواحدة فوق الأخرى، كما كانت، تصاعديًا بالدرجات، ويربطون الصفائح بالسيور المذكورة بواسطة سيور أخرى صغيرة وطرية يتم سحبها من خلال الثقوب. وفي الجزء العلوي يربطون سيرًا واحدًا صغيرًا، مزدوجًا من كل جانب، ومخيطًا من الجانب الآخر، حتى تكون الصفائح متماسكة جيدًا ومتماسكة معًا. وهكذا يتم تنفيذ حماية موحدة من خلال هذه الصفائح، ويتم صنع مثل هذه الدروع لخيولهم وكذلك لرجالهم. إنه مصقول للغاية لدرجة أن الرجل قد يعكس وجهه فيه.»

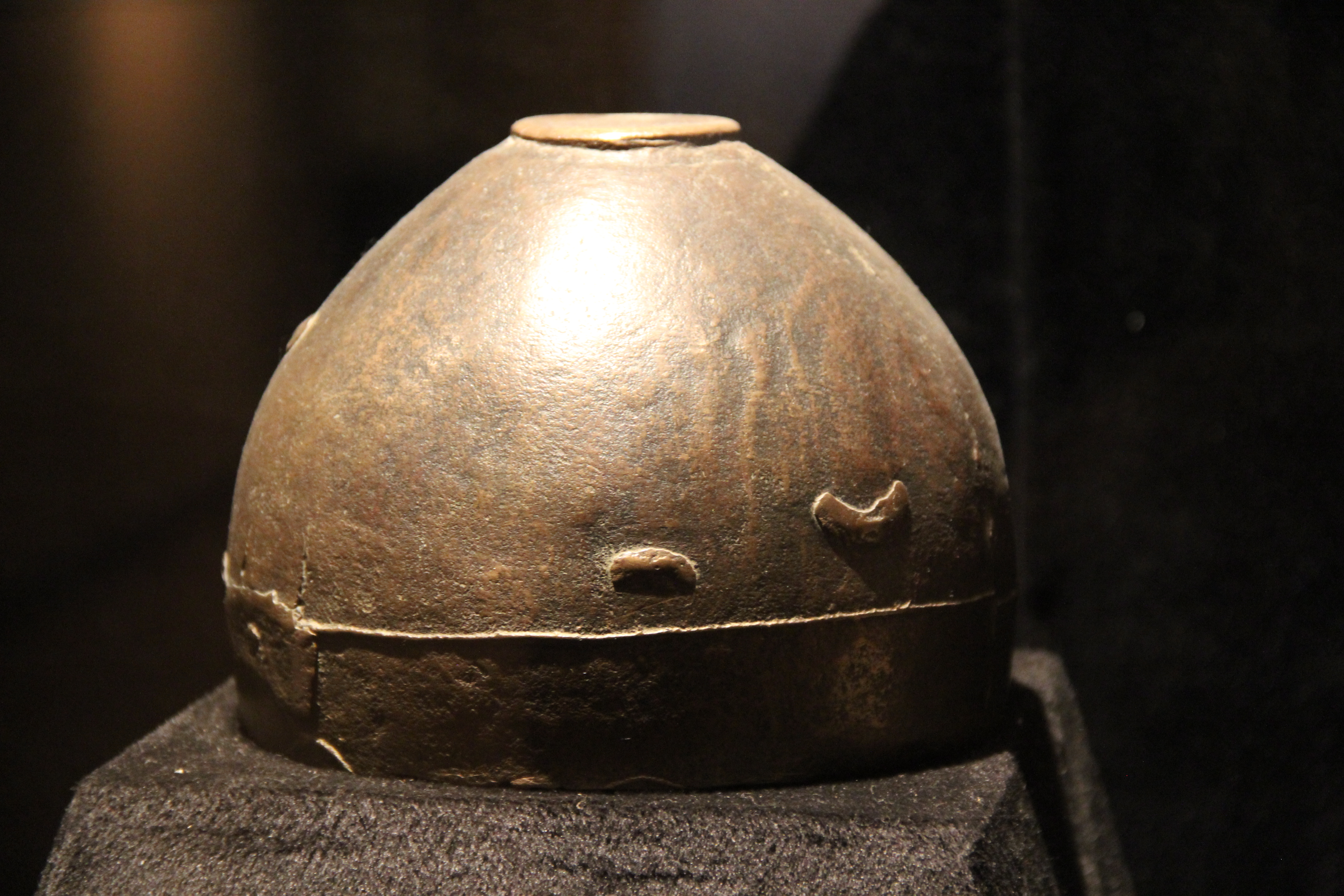
خوذة حديدية، الإمبراطورية المغولية
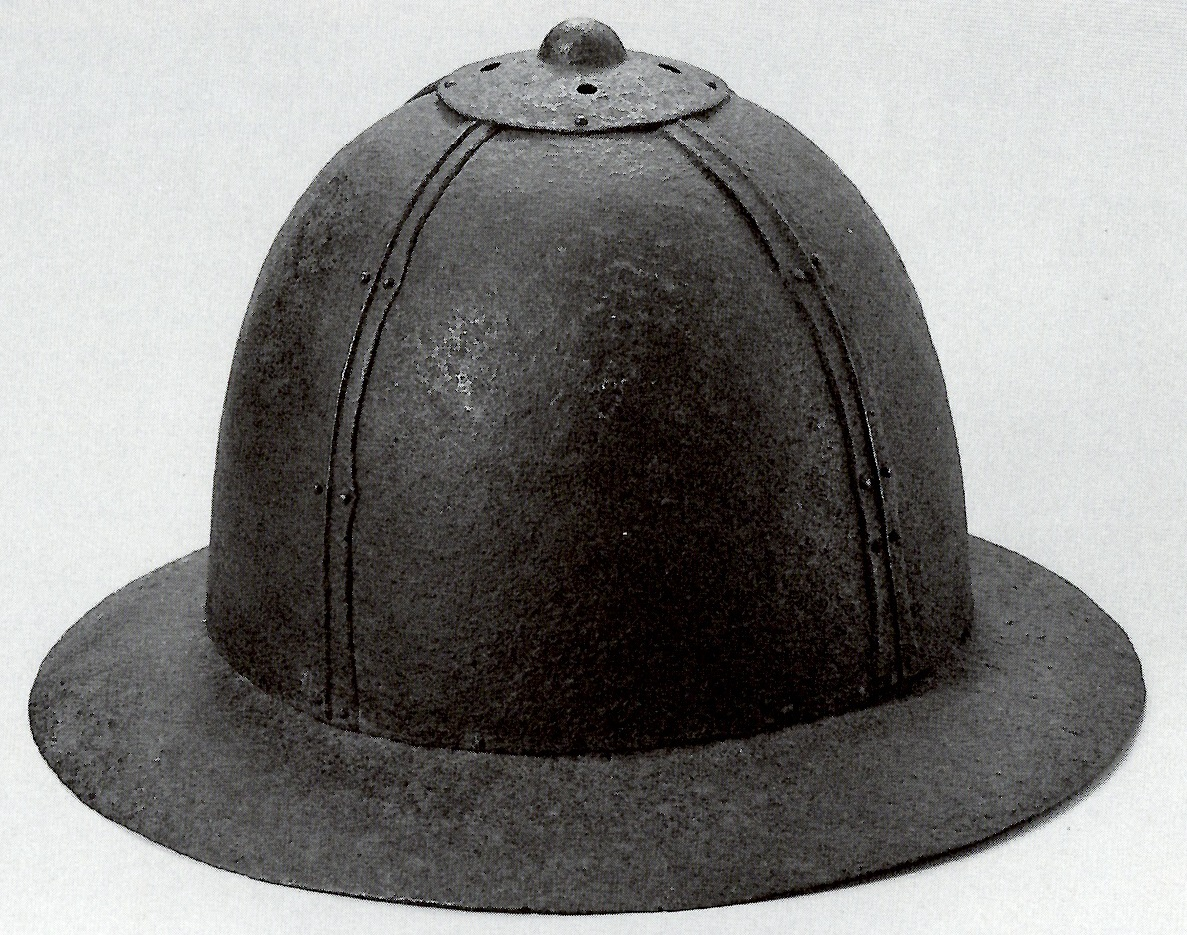
خوذة يوان
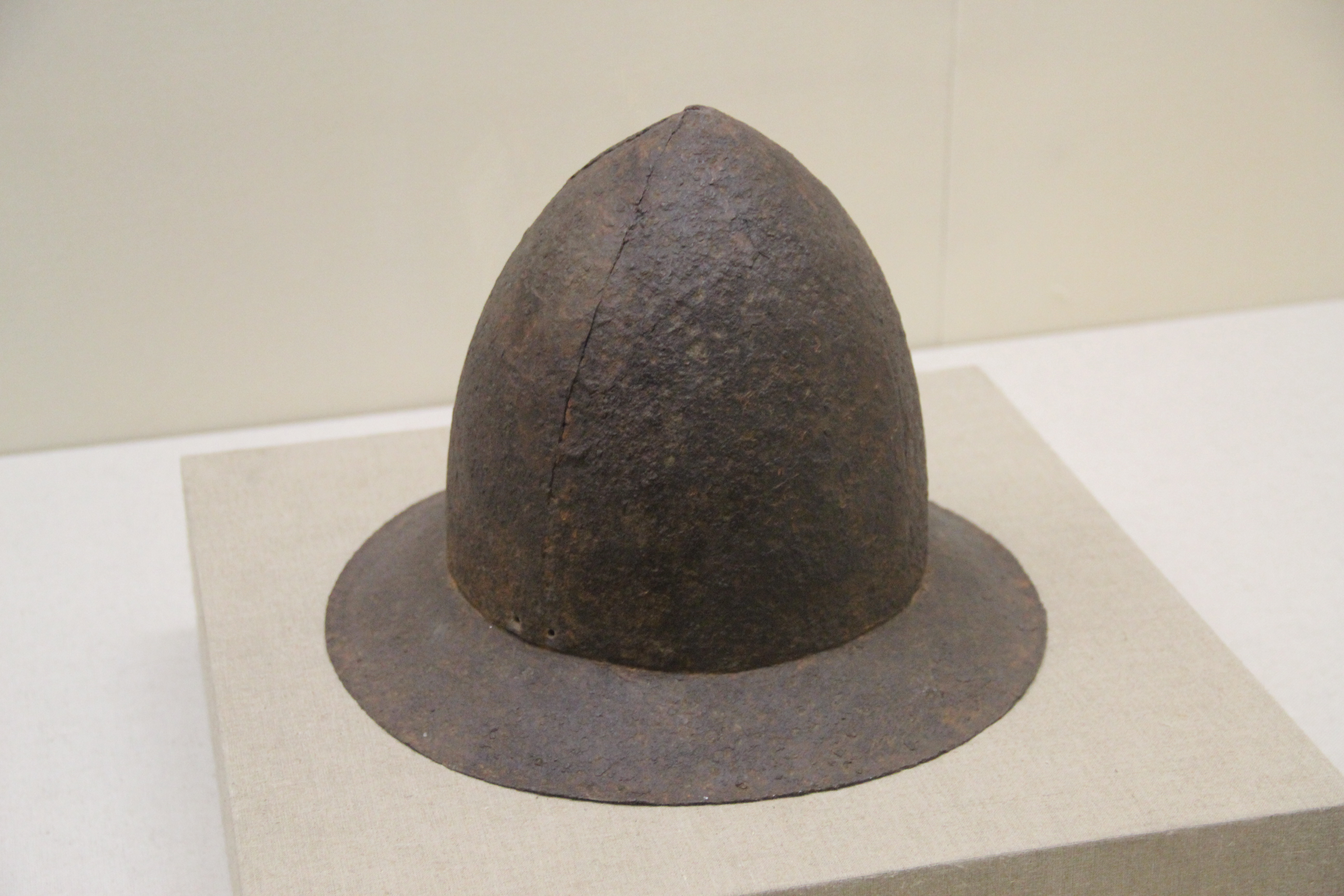
خوذة يوان
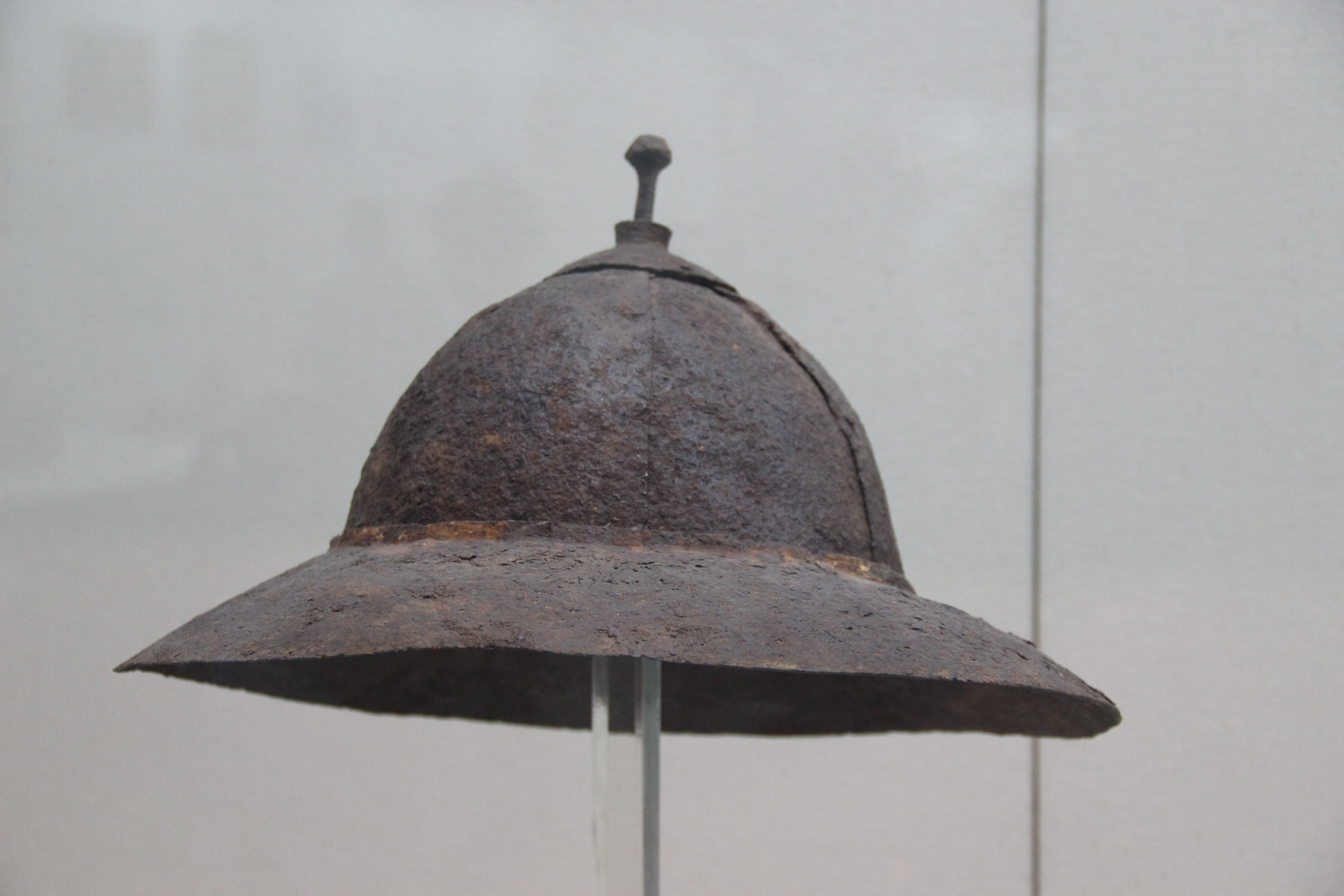
خوذة يوان ذات حافة واسعة
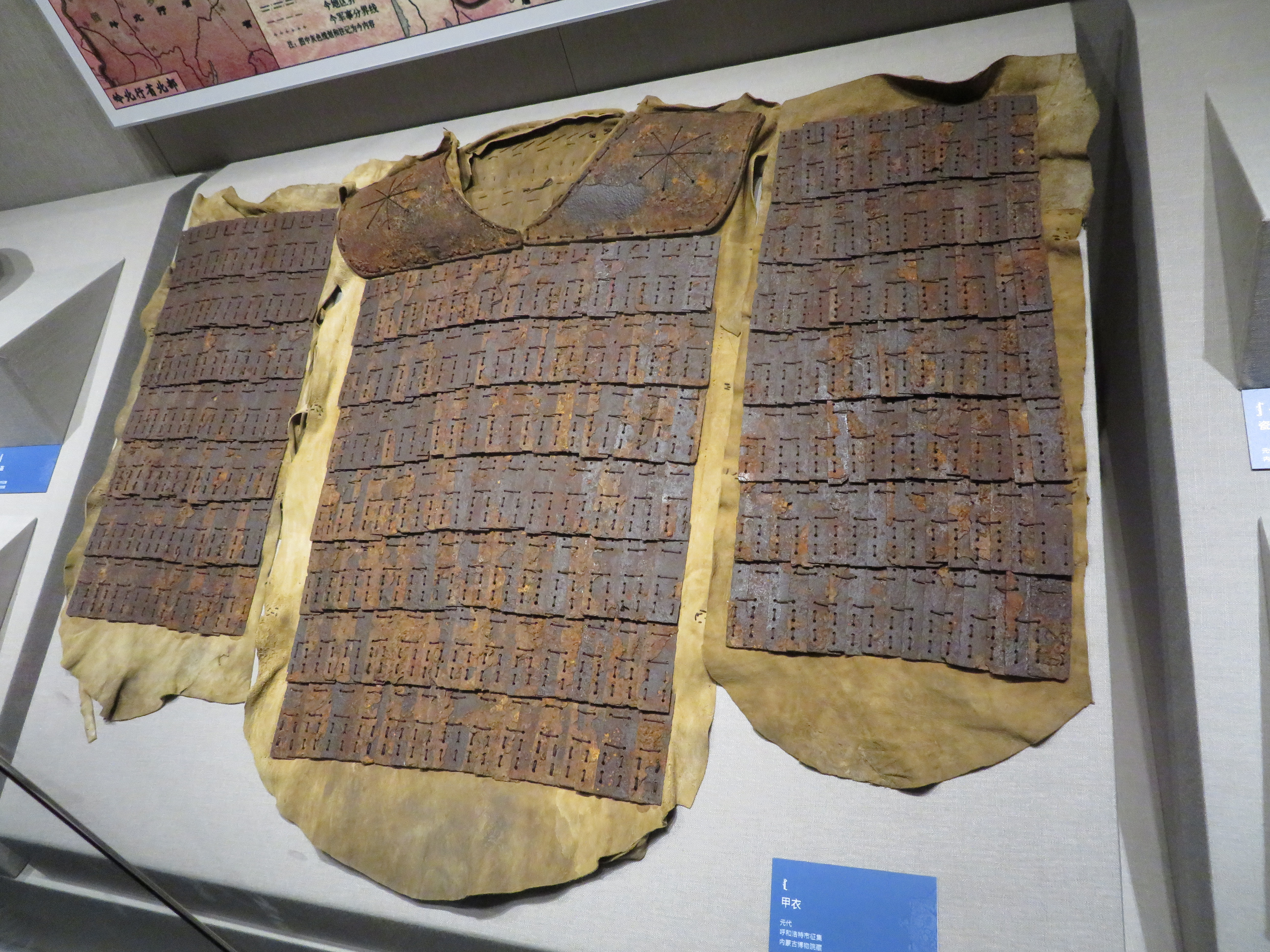
درع صفائحي

## الدروع الإمبراطورية المتأخرة

### أسرة مينغ (1368–1644)
على الرغم من أن الدرع لم يفقد أي معنى أبدًا خلال عهد أسرة مينغ، إلا أنه أصبح أقل أهمية مع ظهور قوة الأسلحة النارية. لقد اعترف جياو يو، ضابط المدفعية الأوائل في عهد أسرة مينغ ، بأن البنادق "تتصرف مثل التنانين الطائرة، القادرة على اختراق طبقات الدروع".  يمكن للجنود المدرعين بالكامل أن يُقتلوا بالبنادق. وكان مينغ مارشال كاي أحد هؤلاء الضحايا. وجاء في رواية من جانب العدو أن "قواتنا استخدمت أنابيب النار لإطلاق النار عليه وإسقاطه، وسرعان ما رفعه الجيش العظيم وأعاده إلى تحصيناته". من الممكن أن تكون الدروع الصينية قد حققت بعض النجاح في صد كرات المسكيت لاحقًا خلال عهد أسرة مينغ. تم تصميم درع مركب مصنوع من عدة طبقات من المواد المعروفة باسم الثنائي تشيان فانغ باي (درع دفاعي لاصطياد الرصاص) خصيصًا لإيقاف الرصاص. وفقًا لليابانيين، خلال معركة جيكسان ، ارتدى الصينيون الدروع واستخدموا دروعًا مقاومة للرصاص جزئيًا على الأقل.  وصف فريدريك كويت لاحقًا درع مينغ الصفائحي بأنه يوفر حماية كاملة من "الأسلحة الصغيرة"، على الرغم من أن هذا يُترجم أحيانًا بشكل خاطئ على أنه "رصاص بندقية". 
وفقًا لـ جيشياو شينشو ، المكتوب عام 1584، كانت دروع الروطان أفضل من الدروع الخشبية في الجنوب لأنها كانت أخف وزنًا وأسهل في الاستخدام في الظروف الموحلة والممطرة وعلى الممرات المنحدرة للحقول الزراعية. كانت دروع الروطان تُقترن أحيانًا بالرماح، والتي كانت تُستخدم لتشتيت انتباه العدو. واعتبر الكاتب أن دروع الروطان غير فعالة ضد البنادق.
غالبًا ما كان مناولو الصواريخ يرتدون دروعًا ثقيلة لمزيد من الحماية حتى يتمكنوا من إطلاق النار من مسافة قريبة.

#### درع البريجاندين
درع البريجاندين أصبح الشكل الأكثر شيوعًا للدروع، خاصة في الشمال، خلال عصر مينغ وتشينغ. وهي تتألف من لوحات مثبتة ومغطاة بالقماش. يُعرف شعبيًا باسم دينججيا (الدرع المسمر)، وكان يُسمى في الواقع بوميانجيا (الدرع المغطى بالقماش). كان يُطلق عليه أيضًا أحيانًا اسم أنجيا (الدرع الداكن) على عكس مينججيا (الدرع اللامع) الذي يشير إلى الصفائح.

#### درع لوحي
تم ذكر الدرع اللوحي جزئي على شكل درع مخيط مع القماش في ووبي ياولو ، عام 1638. ويسمى النص كوانتاهيا (درع معدني كامل)، ويصف استخدام 100 قطعة من حديد فوجيان، و4-5 بيكولز من الفحم الشمالي، وأكثر من 10 بيكولات من الفحم الجنوبي في عملية إنشاء الألواح. بعد الانتهاء من طلاء الألواح وربطها معًا باستخدام حبال قطنية وصوفية. مجموعة كاملة من الكميات تزن حوالي 34.4 قطط. كان وزن قطة مينغ حوالي 590 جرامًا، مما يجعل مجموعة كاملة من الكمية يبلغ وزنها حوالي 20 كجم. من غير المعروف مدى شيوع الدروع الصفيحية خلال عهد أسرة مينغ، ولم يذكرها أي مصدر آخر. لا توجد سجلات لدرع السلاسل واللوحة المستخدمة معًا من السجلات الصينية، لكن السجلات الحقيقية لسلالة جوسون تذكر إقالة مسؤول لفشله في الإشراف على إنتاج "درع السلاسل واللوحة الصينية" في القرن الخامس عشر.

#### درع جلدي
تم صنع الدروع الجلدية باستخدام جلد البقر. تم تقطيع جلد البقر إلى حراشف صغيرة، ودهن بزيت التونغ، ثم خبزه جافًا، ثم طرقه معًا بمسحوق الحديد. تكررت هذه العملية عدة مرات حتى تصلب كل قطعة من القشور الجلدية. ثم تم ربط الحراشف المتصلبة معًا في بدلة من الدروع. نسخة أخرى من الدروع الجلدية التي يستخدمها البحارة في قوانغدونغ وقوانغشي تقطع الجلود إلى أشرطة تم تثبيتها معًا أفقيًا. استخدم الجنود الذين تم تجنيدهم من عمال المناجم في تشوتشو نوعًا من الدروع الجلدية التي تحمي الجانب الأيسر من الجسم فقط. تم تعليق الجزء السفلي من الدرع بواسطة خطاف للسماح بسهولة الحركة. وبصرف النظر عن جلد البقر، يمكن أيضًا صنع الدروع الجلدية من جلود البنجولين.

### أسرة تشينغ (1636–1912)
في القرن السابع عشر، كان جيش تشينغ مجهزًا بالدروع الصفائحية والدرع البريجاندين.  يمكن أن تختلف جودة المعدن اختلافًا كبيرًا عن جندي عادي، لا يمكن أن يحتوي درعه إلا على صفيحة رقيقة وناعمة من المعدن، إلى بريجاندين الضابط، المصنوع من الفولاذ الرقيق ولكن القوي والمرن.  بعد غزو الصين وإرساء السلام في غالبية الإمبراطورية، أصبح العديد من الجنود كسالى ورفضوا ارتداء الدروع. في القرن الثامن عشر، قال الإمبراطور تشيان لونغ : "إن عاداتنا القديمة في المانشو تحترم البر وتقدس العدالة. صغارًا وكبارًا، لا يخجل أحد من القتال من أجلها. ولكن بعد الاستمتاع بمثل هذه الفترة الطويلة من السلام، حتمًا، يريد الناس تجنب وضع على الدروع والانضمام إلى صفوف الحرب ".  في وقت مبكر من القرن الثامن عشر، كانت بعض دروع البريجاندين تحتوي على أجزاء مرصعة ولكنها لم تتضمن في الواقع لوحات.  بحلول القرن التاسع عشر، كانت معظم دروع تشينغ مخصصة للعرض فقط. قامت بعض الأزياء الرسمية وقطع العرض بتقليد درع البريجاندين من خلال الاحتفاظ بالأزرار الخارجية لأغراض جمالية ولكنها حذفت الألواح الحديدية الواقية من الداخل.  وفقًا لمصدر إنجليزي في أواخر القرن التاسع عشر، كان الحرس الشخصي المباشر للإمبراطور فقط هو من يرتدي الدروع من أي نوع، وكان هؤلاء الحراس جميعًا من نبلاء العائلة الإمبراطورية.
يذكر الأدب الإنجليزي في أوائل القرن التاسع عشر دروع الروطان الصينية التي كانت "مضادة للبنادق تقريبًا"،  إلا أن مصدرًا إنجليزيًا آخر في أواخر القرن التاسع عشر يذكر أنها لم تفعل شيئًا لحماية مستخدميها أثناء التقدم على معقل إسلامي، حيث لقد قُتلوا جميعًا بالرصاص دائمًا.